# Betrans
PTS Betrans Sp. z o.o. – polskie przedsiębiorstwo transportowe świadczące usługi dla Grupy Kapitałowej PGE Polska Grupa Energetyczna S.A. realizujące transport specjalistyczny na terenie całego kraju. Specjalizuje się w kompleksowym transporcie ładunków ponadgabarytowych. Spółka zapewnia obsługę kolejową spółek PGE GiEK S.A. w zakresie świadczenia usług manewrowych a także bieżącego utrzymania nawierzchni kolejowej.
Firma powstała w 2002 roku.
W 2022 Polska Grupa Energetyczna oraz Betrans podpisały z PKP Cargo Terminale Sp. z.o.o. list intencyjny dotyczący współpracy przy powołaniu Konsorcjum Transportu Kombinowanego (KTK) przy planowanym terminalu multimodalnym w Karsznicach.